# Mount Pearigen
Mount Pearigen ist ein markanter und 3020 m hoher Berg im ostantarktischen Viktorialand. Er ragt 10 km nordwestlich des Mount Hart in den Admiralitätsbergen auf.
Der United States Geological Survey kartierte ihn anhand eigener Vermessungen und Luftaufnahmen der United States Navy aus den Jahren von 1960 bis 1964. Das Advisory Committee on Antarctic Names benannte ihn 1970 nach Lieutenant Commander Jare Max Pearigen (1934–2000), Hubschrauberpilot bei der Operation Deep Freeze der Jahre 1968, 1969 und 1970.